# Carlos Blanco Pérez
Pour les articles homonymes, voir Blanco et Pérez.
Carlos Alberto Blanco Pérez (né le 7 mars 1986 à Madrid) est un écrivain espagnol, égyptologue, philosophe, chimiste, professeur universitaire et ancien enfant prodige. Il est l'auteur de plusieurs livres, comme Conciencia y Mismidad, Athanasius et La integración del conocimiento. En 2015, il a été élu à l'Académie mondiale des arts et des sciences et il est membre de l'Académie européenne des
Sciences et arts. 
En mai 1998, après avoir obtenu la note la plus élevée dans le cours sur les hiéroglyphes égyptiens offert par l'Association espagnole d'égyptologie, il était considéré comme le plus jeune égyptologue d'Europe et le plus jeune déchiffreur de hiéroglyphes au monde par le journal espagnol El Mundo. 
Il est professeur à l'université pontificale de Comillas, une institution jésuite à Madrid, où il enseigne la philosophie, et il est membre fondateur de The Altius Society, une association mondiale de jeunes leaders qui organise une conférence annuelle à Oxford. Il détient un doctorat en philosophie, en théologie et une maîtrise en chimie.